# Léning
Léning är en kommun i departementet Moselle i regionen Grand Est (tidigare regionen Lorraine) i nordöstra Frankrike. Kommunen ligger i kantonen Albestroff som tillhör arrondissementet Château-Salins. År 2022 hade Léning 329 invånare.

## Befolkningsutveckling
Antalet invånare i kommunen Léning
| Referens: INSEE |